# Dennis Miller
Dennis Michael Miller (Pittsburgh, 3 novembre 1953) è un attore, conduttore televisivo, conduttore radiofonico, opinionista, commentatore sportivo e comico statunitense, celebre per i suoi programmi di satira politica e comica.
È sposato dal 1988 con l'attrice Ali Espley da cui ha avuto due figli: Holden (1990) e Marlon (1993).

## Carriera televisiva
Figlio di genitori separati, Miller ha iniziato la carriera televisiva nel Saturday Night Live come comico e imitatore, in seguito al successo nel 1992 è riuscito ad ottenere uno show tutto suo dal titolo The Dennis Miller Show e nel 1994 ha condotto un popolare talk show dal titolo Dennis Miller Live. Paralallelamente ha partecipato in qualità di commentatore sportivo di football in alcuni programmi della ABC. In carriera ha condotto anche gli MTV Movie Awards 1992 e gli MTV Video Music Awards nel 1995 e 1996.

## Carriera cinematografica
Come attore cinematografico ha partecipato a diverse pellicole, con ruoli sia comici che più impegnati. Tra i suoi film si ricordano Rivelazioni, Mai con uno sconosciuto, The Net - Intrappolata nella rete, Il piacere del sangue, Murder at 1600 - Delitto alla Casa Bianca, Notte brava a Las Vegas e Thank You for Smoking.

## Filmografia parziale
- Rivelazioni (Disclosure), regia di Barry Levinson (1994)
- Mai con uno sconosciuto (Never Talk to Strangers), regia di Peter Hall (1995)
- The Net - Intrappolata nella rete (The Net), regia di Irwin Winkler (1995)
- Il piacere del sangue (Bordello of Blood), regia di Gilbert Adler (1996)
- Murder at 1600 - Delitto alla Casa Bianca (Murder at 1600), regia di Dwight H. Little (1997)
- Joe Dirt, regia di Dennie Gordon (2001)
- Thank You for Smoking, regia di Jason Reitman (2005) - Cameo
- Notte brava a Las Vegas (What Happens in Vegas), regia di Tom Vaughan (2008)
- Joe Dirt 2 - Sfigati si nasce (Joe Dirt 2: Beautiful Loser), regia di Fred Wolf (2015)

## Programmi condotti
- Saturday Night Live (1985-1991) - Corrispondente del Weekend Update
- Dennis Miller Live (1992-2002)
- MTV Video Music Awards (1995-1996)
- Grand Slam (2007)
- Amne$ia (2007)
- Forever Young (2013) - Narratore
- Dennis Miller & Friends (2019) - Programma cinematografico

## Doppiatori italiani
- Luca Ward in Rivelazioni
- Sandro Acerbo in The Net - Intrappolata nella rete
- Stefano Benassi in Mai con uno sconosciuto
- Sergio Di Giulio in Murder at 1600 - Delitto alla Casa Bianca
- Michele Gammino in Le avventure di Joe Dirt
- Enrico Di Troia in Thank You for Smoking
- Carlo Valli in Notte brava a Las Vegas
- Marco Mete in Hawaii Five-0
- Gianluca Tusco in Joe Dirt 2 - Sfigati si nasce